# Toshinobu Saitō
Toshinobu Saitō (en japonès: 齋藤登志信, Kaminoyama, Yamagata, 8 de novembre de 1972) va ser un ciclista japonès, que s'especialitzà en el ciclisme en pista. Va guanyar una medalla de plata al Campionat del món de Tàndem de 1990, fent parella amb Narihiro Inamura.